# Philippe Veranneman de Watervliet
Philippe Veranneman de Watervliet, né à Bruges le 3 décembre 1787 et mort à Hertsberge le 9 mars 1844, est un homme politique du royaume uni des Pays-Bas. 

## Biographie
Il est le gendre d'Anselme de Peellaert.
Il siégeait à la Seconde Chambre lors de la scission des Pays-Bas, mais il était critique envers la politique de Guillaume Ier. Il quitta la vie publique après 1830 et se retira alors en son château de Hertsberge.

## Mandats et fonctions sous le royaume uni des Pays-Bas
- Membre des États provinciaux de Flandre-Occidentale : 1815-1828
- Commissaire de l'arrondissement de Bruges
- Membre de la Seconde Chambre : 1828-1830
- Bourgmestre de Bruges : 1828-1830

## Sources
- Le parlement néerlandais
- Notice dans un dictionnaire ou une encyclopédie généraliste :   - Biografisch Portaal van Nederland